# Clara Carme Parramon Homs
Clara Carme Parramon Homs (Barcelona, 1948, resident a L'Hospitalet de Llobregat des de 1971) és historiadora, arxivera i antropòloga, Màster en Investigació Bàsica i Aplicada en Antropologia Social i Cultural. Ha orientat la seva recerca en les migracions i els moviments socials en la societat catalana de les últimes dècades, en especial en la configuració interètnica i intercultural de la ciutat on viu, i en el paper i l'experiència de les dones en aquesta societat. També ha estat una activista veïnal a l'Hospitalet de Llobregat.

## Activitat i recerca
Ha treballat com a professora associada en el Departament d'Antropologia Social i Cultural de la Universitat Autònoma de Barcelona. Ha estat directora des de 1986 de l'Arxiu Municipal de l'Hospitalet de Llobregat, llavors anomenat Arxiu Històric, fins a la fusió amb l'Administratiu durant la primera dècada d'aquest segle. Després de vint anys al capdavant, ha continuat col·laborant amb els equips rectors successius fins al moment de la seva jubilació, al juny de 2013.
Està integrada en diversos equips d'investigació –i en alguns casos els ha contribuït a formar: el Grup de Recerca d'Antropologia Fonamental i Orientada (GRAFO) de la UAB, i el Grup d'Estudi Transcultural del Parentiu (GETP), amb els quals ha participat en diferents projectes; també ha treballat com a col·laboradora externa amb el Grup de Recerca sobre Migracions (GRM), del Departament de Geografia de la UAB; ha cooperat amb la Asociación Española de Investigación Histórica de las Mujeres (AEIHM) i amb DUODA, Centre d'Estudis de la Diferència Sexual. També és sòcia fundadora, vocal i col·laboradora del Centre d'Estudis de l'Hospitalet (CEL'H) des de 1984.
No tan sols ha estudiat el paper de les dones en les lluites veïnals i en la consolidació de les pautes democràtiques a la sortida de la dictadura, sinó que també es va implicar en les lluites antifranquistes i va contribuir des del seu barri de Pubilla Casas a dinamitzar i organitzar les reivindicacions socials dels anys seixanta i setanta, gràcies a les quals s'aconseguiren, per exemple, la creació d'escoles públiques en un moment de precarietat de serveis generalitzada. En aquest sentit, va poder conèixer, participar-hi, i després estudiar i destacar el protagonisme ben poc reconegut que tingueren les dones en la dignificació i el progrés de la vida comunitària d'aquells anys, un protagonisme que, en dècades anteriors, el franquisme els havia negat.

## Publicacions
La seva recerca i estudi s'ha formalitzat en un gran nombre d'articles i publicacions, llibres o capítols de llibres, dels quals és una mostra:
- 1987, «Activisme femení a l'Hospitalet en la dècada de 1970». Quaderns d'estudi, CELH, Núm. 30 (novembre 2016), p. 139-144.
- 1999, «Setmanes santes d'inspiració andalusa a l'Hospitalet». Quaderns d'estudi, CELH, Núm. 16, p. 113-59.
- 2000, Similituds i diferències. La immigració dels anys 60 a L'Hospitalet Arxivat 2020-11-10 a Wayback Machine.: llibre que recull els resultats de la seva tesi de llicenciatura, en què analitza els processos d'integració social i adaptació cultural duts a terme per les poblacions masculines i femenines que emigraren a Catalunya durant el franquisme, procedents d'Andalusia, Aragó, Castella i Lleó, Extremadura i Galícia, i a més, proposa línies d'investigació que no homogeneïtzin la població que va protagonitzar aquestes migracions. Aquesta investigació fou guardonada amb el segon premi Marqués de Lozoya del Ministeri d'Educació i Cultura.[3][9]
- 2002, «Las diferencias y similitudes que no interesan». Dins: A. González Echevarría i L. L. Molina (coords). Abriendo surcos en la tierra. Publicacions d'Antropologia Cultural, UAB, 2002. pàg. 301- 325.
- 2008, [et al.] Eines per a treballs de memòria oral Arxivat 2022-01-07 a Wayback Machine.. Col. Eines de memòria, 2. Barcelona: Memorial Democràtic, 2008.
- 2009, «Dones, immigració, moviments veïnals i benestar (1970-1980)». Dins: Borderías, Cristina i Renom, Mercè (eds.): Dones en moviment(s. Barcelona: Icària, pàg. 117-134.

- 2009, Veïnes, ciutadanes. Calendari de les dones que edita cada any l'Institut Català de les Dones, que Parramon va elaborar, amb la col·laboració de Remei Casas. Dedicat a dones d'arreu de Catalunya que van participar activament en els moviments veïnals de la dècada de 1970.
- 2011, «Abuelas, madres e hijas. Parentesco y migraciones interiores en España durante la segunda mitad del siglo XX». Dins: J. Grau, D. Rodríguez, H. Valenzuela (eds.): ParentescoS: Modelos culturales de reproducción. Barcelona, PPU, pàg.189-212
- 2014, «Feminizando espacios públicos: migraciones y movimientos vecinales del tardofranquismo y la transición política en Cataluña» a MIR GARCÍA, J. i RENOM M. Revoluciones en femenino. Escenarios entre el siglo XVIII y la actualidad. Barcelona, Ed. Icaria

- 2015, «El debat català sobre la immigració durant el franquisme. Integració social i adaptació cultural». Cercles: revista d'història cultural, Núm. 18, p. 43-60.
- 2016, «Parentesco, parentalidad y género en las migraciones interiores españolas de la segunda mitad del siglo XX» Arxivat 2020-04-11 a Wayback Machine.. Quaderns-e. Institut Català d'Antropologia, Número 21 (2), pàg. 87-102 ISSN: 1696-8298
- 2016, «Activisme femení a L'Hospitalet en la dècada de 1970». Quaderns d'estudi, CELH, Núm. 30, pàg. 139-44.